# Significato (psicologia)
Il significato è un concetto usato in psicologia e in altri campi come la filosofia, la linguistica, la semiotica e la sociologia.
Questi usi multidisciplinari del termine non sono indipendenti e possono più o meno sovrapporsi. All'interno di ciascuno di questi campi, ci sono diversi modi in cui il termine significato è costruito e usato; ogni costruzione può abbinarsi a costruzioni correlate in altri campi. Al livello più profondo, ogni costruzione è associata a una posizione epistemologica. Il concetto di "significato" è quindi usato in modo diverso nelle diverse tradizioni epistemologiche in ogni campo. I positivisti logici, ad esempio, hanno associato il significato alla verifica scientifica. Il significato del significato è quindi compreso in modo diverso nelle diverse scuole di psicologia (così come nelle diverse scuole in generale).

## Comportamentismo
Secondo Skinner, il significato è la versione moderna di "idea". Come un'idea, un significato viene espresso o comunicato da un enunciato. Un significato spiega il verificarsi di una parola particolare nel senso che se ci fosse stato un diverso significato da esprimere, probabilmente sarebbe apparsa una parola diversa. Il significato ha alcuni vantaggi rispetto alle idee perché ha la possibilità di essere localizzato al di fuori della pelle, e quindi, secondo Skinner, i significati possono essere osservati direttamente.

## Psicologia cognitiva
Jerome Bruner, uno dei padri fondatori della psicologia cognitiva, ha scritto: «Molto presto [...] l'enfasi ha cominciato a spostarsi da "significato" a "informazione", dalla costruzione del significato al trattamento dell'informazione. Il fattore chiave del cambiamento fu l'introduzione del calcolo come metafora dominante e della computabilità, come criterio necessario di un buon modello teorico: l'informazione è indifferente rispetto al significato»..

## Psicologia critica tedesca
La psicologia critica tedesca fornisce un quadro metateorico per la ricerca su compiti sia psicologici che computazionali nell'ambito della teoria critica. Una parte importante di ciò è lo sviluppo logico-storico della categoria dei significati. Secondo la psicologia critica, il significato non è nulla di assoluto ma soggettivo. Il significato non è né una proprietà delle cose né è presente come immaginazione della cognizione. Pertanto, i significati non possono essere "definiti" o "assegnati" come comunemente pensato. I significati derivano dalla produzione sociale del valore-uso.